# Kathleen Sebeliusová
Kathleen Sebeliusová (rodným jménem Kathleen Gilliganová, narozená 15. května 1948) je americká demokratická politička, bývalá ministryně zdravotnictví Spojených států amerických a bývalá 44. guvernérka státu Kansas, druhá žena v této kansaské funkci. Je také bývalou předsedkyní Svazu demokratických guvernérů.

## Osobní život
Narodila se jako dcera bývalého guvernéra státu Ohio Johna Gilligana, se kterým se posléze stala vůbec prvním otcem a dcerou v guvernerském úřadu amerických dějin. Její muž, K. Gary Sebelius, je federálním smírčím soudcem a zároveň synem Keitha Sebelia, bývalého republikánského kongresmana. Společně mají dva syny. Volný čas tráví v jejich sídle v Lelandu, severně od Traverse City (stát Michigan).

## Politická dráha
Poprvé byla zvolena do Sněmovny reprezentantů státu Kansas v roce 1986. O šestnáct let později roku 2002 vyhrála guvernérské volby v tomto státu, když porazila republikána Tima Shallenburgera poměrem hlasů 53:45. Jejímu vítězství napomohl tehdejší rozkol uvnitř republikánů v této unijní buňce. V roce 2005 ji časopis Time označil za jednu z pěti nejlepších guvernérů v USA. V lednu 2006 patřila k dvanácti nejpopulárnějším guvernérům padesátičlenné Unie. Téhož roku přesvědčivě obhájila svůj post nad republikánem Jimem Barnettem v poměru 58:41. V roce 2008 byla mezi nejčastěji zmiňovanými kandidáty na nominaci na funkci viceprezidenta USA za Demokratickou stranu.
Dne 28. února 2009 bylo sděleno, že přijme nabídku prezidenta Baracka Obamy usednout v jeho vládě na pozici ministryně zdravotnictví. Oficiálně byla nominace oznámena 2. března.

## Názory
Vyjadřuje se pro potraty, jako guvernérka několik let vetovala protipotratové zákony vzešlé od zákonodárců. Mezi její priority patří také oblast životního prostředí. Nenamítá nic proti držení zbraní občany.
Navzdory svým propotratovým stanoviskům deklaruje katolickou víru a navštěvuje katolické bohoslužby, takže ji Joseph F. Naumann, arcibiskup z Kansas City, vyzval, aby nechodila k přijímání, dokud svůj postoj k potratům nezmění.